# فيليب ريبو (مبارز بالسيف)
فيليب ريبو (بالفرنسية: Philippe Riboud)‏ هو مبارز بالسيف فرنسي، ولد في 9 أبريل 1957 في ليون في فرنسا.

## وصلات خارجية
- فيليب ريبو على موقع أوليمبيديا (الإنجليزية)